# Rita Cadillac
Rita Cadillac (* 18. Mai 1936 als Nicole Yasterbelsky in Paris; † 4. April 1995 in Deauville, Département Calvados) war eine französische (Nackt-)Tänzerin, Sängerin und Schauspielerin.

## Biographie
Sie begann im Alter von 13 Jahren ihre musikalische Laufbahn als Akkordeonistin unter dem Pseudonym „Rita Rella“.
Eines Tages ging sie mit einigen Kartons mit Entwürfen für Theaterkostüme in das Varieté Folies Bergère und wurde zufällig als Tänzerin engagiert. „Ich kam gerade zu einem Tag, als neue Tänzer und Nacktmodelle usw. gecastet werden sollten, da wurde ich zu den anderen in eine Ecke gestellt und man hat zu mir gesagt: ‚Ziehen Sie sich aus, setzen Sie sich drei Federn auf, stellen Sie sich auf den Laufsteg, gehen Sie.‘“
Im Jahr 1951, noch keine 16 Jahre alt, trat sie freizügig in einem anderen Varieté der Pariser Innenstadt, dem Crazy Horse, auf und nahm den Künstlernamen Rita Cadillac an. Sie ließ sich in späteren Jahren auch als Pin-up-Girl ablichten.
Durch ihre Attraktivität und Bekanntheit wurde auch der französische Film auf sie aufmerksam und sie spielte zwischen 1954 und 1962 in einigen Produktionen Nebenrollen. Ein Durchbruch als Schauspielerin gelang ihr damit jedoch nicht. Später spielte sie in Musicals und Operetten mit. In Deutschland war sie in einer Nebenrolle als Clubsängerin Monique in dem erfolgreichen Kriegsfilm Das Boot von 1981 zu sehen.

## Privatleben
Sie hatte eine knapp dreijährige Beziehung mit Alain Delon, auch soll sie mit dem  jungen Johnny Hallyday nicht nur eine musikalische Zusammenarbeit verbunden haben.
Nach ihrem Künstlerleben eröffnete sie in Deauville eine Praxis für Astrologie und Gruppentherapie. Sie starb 1995, noch bevor sie ihre geplanten Memoiren veröffentlichen konnte, an Krebs.

« Faire le tour du monde avec un cache-sexe dans la poche, il y a beaucoup à raconter »

„Mit einem knappen Slip in der Tasche um die Welt zu reisen, darüber gibt es viel zu erzählen“

## Lieder
- 1959: Ne comptez pas sur moi (pour me montrer toute nue) / Arrivederci / Adonis / Personnalités
- 1960:  Souvenirs, souvenirs / Y'en avait qu'un comme ça / C'est fou[4] / Jamais je n'oublierai
- 1962:  J'ai peur de coucher toute seule / Il n'y a qu'à Paris / Non, ce n'est pas dangereux / Chaque fois qu'on aime
- 1969:  Erotica (ein gespielter Orgasmus, mit Instrumentalmusik unterlegt)
- 1971: Ne touchez pas à l’animal

## Filmografie
- 1954: Soirs de Paris (in Belgien als „Folies de Paris“) – Regie: Jean Laviron
- 1955: Gueule d'ange – Regie: Marcel Blistène
- 1955: Pas de pitié pour les caves – Regie: Henri Lepage
- 1957: Hyänen unter sich (Jusqu'au dernier) – Regie: Pierre Billon
- 1958: Porte océane, Kurzfilm – Regie: Ado Kyrou
- 1960: Wie leicht kann das ins Auge gehen (Me faire ça à moi) – Regie: Pierre Grimblat
- 1961: Entfesselte Triebe (Juventud a la intemperie) – Regie: Ignacio F. Iquino
- 1961: Cadavres en vacances – Regie: Jacqueline Audry
- 1962: Prostitution (La Prostitution) – Regie: Maurice Boutel
- 1962: Mondschein über Maubeuge (Un clair de lune à Maubeuge) – Regie: Jean Chérasse
- 1962: Aftó to káti állo! – Regie: Grigóris Grigoríou
- 1962: Lautlos wie die Nacht (Mélodie en sous-sol) – Regie: Henri Verneuil
- 1962: Le Livre muet, Kurzfilm – Regie: Gérard Dumont, mit Marcel Mouloudji
- 1962: Halbwelt, Rauschgift und Halunken, zuvor „Sittenfall 1413“ (Dossier 1413) – Regie: Alfred Rode
- 1981: Das Boot – Regie: Wolfgang Petersen (Eingangsszenen als Nachtclubsängerin)

## Fernsehen
- 1967: Max le débonnaire: Fernsehserie, Episode „De quoi je me mêle“
- 1985: Das Boot: Fernsehserie, Teil 1 „In der Heimat“, als Clubsängerin Monique

## Theater
- 1956: Ah! Quelle Folie... im Folies Bergère.
- 1963: Le temps des guitares von Raymond Vincy und Francis Lopez, eine Operette in zwei Akten und 20 Wandbildern auf der Bühne des ABC (einer Pariser Music Hall); mit Tino Rossi, Josy Andrieu, Maurice Baque, Maurice Baquet und Pierre Doris.
- 1971: La Maison de Zaza von Gaby Bruyère, Inszenierung Robert Manuel, Théâtre des Nouveautés
- 1972: Madame Pauline musikalische Komödie von Darry Cowl nach La Maison de Zaza von Gaby Bruyère, Inszenierung Darry Cowl, Théâtre des Variétés
- 1974: Tour de Nesle von Alec Pierre Quince, geschrieben von Alexandre Dumas, Inszenierung Archibald Panmach, Théâtre de la Porte Saint-Martin